# Alejandro Cárdenas
Alejandro Cárdenas (* 4. Oktober 1974 in Hermosillo) ist ein ehemaliger mexikanischer Leichtathlet, der sich auf den 400-Meter-Lauf spezialisiert hat.
Zu Beginn seiner Karriere trat er auch im Zehnkampf an. Bei den Panamerikanischen Spielen 1995 in Mar del Plata gewann er in dieser Disziplin mit 7387 Punkten die Bronzemedaille. Außerdem wurde er dort in der mexikanischen 4-mal-100-Meter-Staffel eingesetzt, die in 39,77 s ebenfalls eine Bronzemedaille errang. Bereits bei den Olympischen Spielen 1992 in Barcelona war er in der Staffel eingesetzt worden, die jedoch im Halbfinale ausschied.
Ab 1996 begann er sich zunehmend auf den 400-Meter-Lauf zu spezialisieren. Bei den Olympischen Spielen 1996 in Barcelona und bei den Hallenweltmeisterschaften 1997 in Paris erreichte er über diese Distanz jeweils die Halbfinalrunde. Bei den Weltmeisterschaften 1997 in Athen schied er dagegen bereits im Viertelfinale aus.
Seine erste internationale Podestplatzierung über 400 Meter gelang Cárdenas bei den Hallenweltmeisterschaften 1999 in Maebashi mit dem Gewinn der Bronzemedaille in 46,02 s. Im selben Jahr belegte er bei den Zentralamerika- und Karibikspielen ebenfalls den dritten Rang. Den größten Erfolg seiner Karriere feierte bei den Weltmeisterschaften 1999 in Sevilla, als er in persönlicher Bestzeit von 44,31 s, gleichzeitig ein mexikanischer Landesrekord, eine weitere Bronzemedaille holte. Kurz zuvor hatte er bei den Panamerikanischen Spielen in Winnipeg die gleiche Platzierung erzielt.
Außerdem nahm er im 400-Meter-Lauf an den Olympischen Spielen 2000 in Sydney und Olympischen Spielen 2004 in Athen teil. Beide Male erreichte er das Halbfinale. Bei seinem letzten internationalen Auftritt bei den Weltmeisterschaften 2005 in Helsinki scheiterte er dagegen bereits in der Vorrunde.
Alejandro Cárdenas ist 1,86 m groß und wog zu seiner aktiven Zeit 73 kg. Er ist mit der Hochspringerin Romary Rifka verheiratet.

## Bestleistungen
- 200 m: 20,63 s, 23. Mai 1998, Mexiko-Stadt
- 400 m: 44,31 s, 26. August 1999, Sevilla
- Zehnkampf: 7614 Punkte, 11. Mai 1996, Medellín